# Amphicarpe bractéolée
Amphicarpaea bracteata
Espèce
L'Amphicarpe bractéolée (Amphicarpaea bracteata) est une espèce de plantes à fleurs de la famille des Fabaceae originaire du centre et de l’est de l’Amérique du Nord.

## Description

### Appareil végétatif
L'Amphicarpe bractéolée est une plante herbacée annuelle grimpante haute de 30 à 250 cm. La tige est très volubile et très grêle. Les folioles sont largement ovées ou rhomboïdales,.

### Appareil reproducteur
L'inflorescence est une grappe simple de fleurs pétalifères. Les fleurs, purpurines ou blanches, mesurent de 12 à 14 mm de long. Le fruit est une gousse de 20 à 30 mm de long,.

## Habitat
L'Amphicarpe bractéolée affectionne les endroits ombragés et humides comme dans les sous-bois d'érablières ou taillis.

## Utilisations

### Alimentaires
L'Amphicarpe bractéolée peut être utilisée comme les autres légumineuses.

### Horticole
L'Amphicarpe bractéolée est utilisé comme couvre-sol ornemental.